# Cryptocatantops crassifemoralis
Cryptocatantops crassifemoralis är en insektsart som beskrevs av Johnsen 1991. Cryptocatantops crassifemoralis ingår i släktet Cryptocatantops och familjen gräshoppor. Inga underarter finns listade i Catalogue of Life.